# Eisothistos teri
Eisothistos teri är en kräftdjursart som beskrevs av Brian Frederick Kensley och Snelgrove 1987. Eisothistos teri ingår i släktet Eisothistos och familjen Expanathuridae. Inga underarter finns listade i Catalogue of Life.